# Метатеология
Метатеология (или философская теология) — философская дисциплина, изучающая весь спектр отношений между философией и религиями, между философией и теологией; базисным принципом философской теологии в узком, строгом смысле является стремление создать учение о Боге сугубо философскими средствами.